# Sonderrecht (Stockwerkeigentum)
Zum Sonderrecht gehören Teile eines Grundstücks, die ein Miteigentümer im Stockwerkeigentum ausschliesslich nutzen darf. Gesetzliche Grundlage ist Art. 712b ZGB (Schweiz) beziehungsweise Art. 170b SR (Liechtenstein).

## Gegenstand des Sonderrechts
Gegenstand des Sonderrechts können einzelne Stockwerke oder Teile von Stockwerken sein. Stockwerkeigentümer können diese als Wohnungen oder zu geschäftlichen oder anderen Zwecken verwenden. Gefordert wird, dass sie mit eigenem Zugang in sich abgeschlossen sein müssen. Daher können nur Räume, die Boden, Decke und Wände (alternativ Gitter o. ä.) aufweisen zum Sonderrecht ausgeschieden werden. Getrennte Nebenräume wie ein Kellerabteil oder eine Garage, die obige Bedingungen erfüllen, können auch zum Sonderrecht ausgeschieden werden. 
Zum Sonderrecht im Rauminneren gehören Teile, die mit den im Miteigentum stehenden Gebäudeteilen fest verbunden sind. Das können Bodenbeläge, Wandverputz, nichttragende Trennwände, Sanitär- und Kücheneinrichtungen oder Cheminées sein.
Nach herrschender Lehrmeinung gehören die Fenster einer Wohnung auch zum Sonderrecht. In der Wahl der Fenster ist der Stockwerkeigentümer in der Regel aber nicht frei, da Fenster das äussere Erscheinungsbild des Gebäudes beeinflussen. Eine Stockwerkgemeinschaft kann in ihrem Reglement ausdrücklich bestimmen, dass Fenster nicht zum Sonderrecht gehören. Strittig sind auch Balkone, da sie das äussere Erscheinungsbild beeinflussen können, in der Regel gilt, dass die Innenseite des Balkons zum Sonderrecht gehört.

## Nicht zum Sonderrecht ausscheidbare Teile
Der Boden, wozu auch Gartensitzplätze oder Parkplätze gehören, wie auch gemeinschaftlich genutzte Teile (Treppenhaus, Lifte) können nicht zum Sonderrecht ausgeschieden werden, da die Abgeschlossenheit fehlt. Des Weiteren sind tragende Bauteile oder Bauteile, welche die äussere Erscheinung betreffen (Fassade, Aussenseite der Balkone) nicht sonderrechtsfähig. 

## Begriffsabgrenzung
Vom Sonderrecht abzugrenzen ist das Sondernutzungsrecht. Hierbei können Parteien das Recht eingeräumt werden, gemeinschaftliche Teile wie Gartensitzplätze exklusiv zu nutzen, sie dürfen fragliche Teile aber nicht ohne Zustimmung der Gemeinschaft nach eigenem Gutdünken gestalten.